# Hiroshi Kiyotake
Hiroshi Kiyotake (jap. 清武弘嗣 Kiyotake Hiroshi; ur. 12 listopada 1989 w Ōicie) – japoński piłkarz występujący na pozycji pomocnika. W latach 2011–2017 reprezentant Japonii.

## Życiorys

### Kariera klubowa
Swoją karierę piłkarską Kiyotake rozpoczął w klubie Oita Trinita. W 2008 roku awansował do kadry pierwszego zespołu. 9 sierpnia 2008 zadebiutował w jego barwach w J1 League w zremisowanym 2:2 domowym meczu z Shimizu S-Pulse. Na koniec 2008 roku zdobył z Oitą Puchar Ligi Japońskiej. W Oicie grał także w sezonie 2009.
W 2010 roku Kiyotake przeszedł do Cerezo Osaka. W Cerezo swój debiut zanotował 5 maja 2010 w wygranym 2:1 domowym meczu z Kashimą Antlers. W 2011 roku został wybrany do Jedenastki Roku J-League.
Latem 2012 roku Kiyotake przeszedł do niemieckiego klubu 1. FC Nürnberg. Swój debiut w Bundeslidze zaliczył 25 sierpnia 2012 w zwycięskim 1:0 wyjazdowym meczu z Hamburgerem SV. 15 września 2012 w wygranym 3:2 wyjazdowym meczu z Borussią Mönchengladbach strzelił swojego pierwszego gola w Bundeslidze.
Latem 2014 Kiyotake został zawodnikiem Hannoveru, do którego trafił za 4,3 miliona euro. W latach 2016–2017 był zawodnikiem hiszpańskiego klubu Sevilla FC, kwota odstępnego 6,50 mln euro.
1 lutego 2017 podpisał kontrakt z japońskim klubem Cerezo Osaka.

### Kariera reprezentacyjna
Był reprezentantem Japonii w kategoriach wiekowych: U-20 i U-23. 
W dorosłej reprezentacji zadebiutował 10 sierpnia 2011 w wygranym 3:0 towarzyskim meczu z Koreą Południową, rozegranym w Sapporo. W 2012 roku Kiyotake wystąpił na Igrzyskach Olimpijskich w Londynie. 

## Sukcesy

### Klubowe
Oita Trinita
- Zdobywca Pucharu Ligi Japońskiej: 2008

Sevilla FC
- Zdobywca drugiego miejsca Superpucharu Hiszpanii: 2016

Cerezo Osaka
- Zdobywca Pucharu Ligi Japońskiej: 2017, 2018
- Zdobywca Pucharu Japonii: 2017
- Zdobywca Superpucharu Japonii: 2018

### Reprezentacyjne
Japonia
- Zdobywca drugiego miejsca Kirin Cup: 2016